# جيمس إي. براون الثالث
جيمس إي. براون الثالث (بالإنجليزية: James E. Brown III)‏ هو ضابط أمريكي، ولد في 15 أغسطس 1954 في بلوفيلد في الولايات المتحدة.